# Христо Търнев
Христо Василев Търнев е български революционер, поборник от Априлското въстание през 1876 г. Брат е на Георги Търнев, също участник в това въстание.
Христо Търнев е роден в град Пловдив през 1854 г. През май 1869 г. Георги и брат му стават членове на създадения по това време от Васил Левски Пловдивски революционен комитет. Ханът на двамата братя служи като скривалище на оръжия и муниции, предназначени за бъдещото въстание, в чиято подготовка взимат участие и те. В този хан намират убежище апостолите на свободата Васил Левски, Панайот Волов, Георги Бенковски и други войводи и четници.
Доктор Рашко Хаджистойчев, лекар на въстаниците в Копривщица през 1875 г., след запознанството си с Христо Търнев бива въведен в комитетските дела в град Пловдив. Търнев е народен представител на гр. Пловдив на Оборищенското събрание.
Новата общинска управа на Пловдив в началото на 1890 г. за пореден път е напълно овладяна от избраните в нея стамболовисти Иван Андонов, Георги Данчов, Христо Търнев, Стефан Калчов, Петър Гатев. Тази управа продължава дейността по изграждане на водоснабдителната мрежа и на 6 септември 1891 г. – денят на 6-ата годишнина от Съединението – са захранени десет чешми.
На булевард „Васил Левски“, намиращ се северно от църквата „Св. Иван Рилски“ в Пловдив, е открита тържествено възстановената след вандализъм паметна плоча на братята Христо и Георги Търневи.